# Taraf de Haïdouks

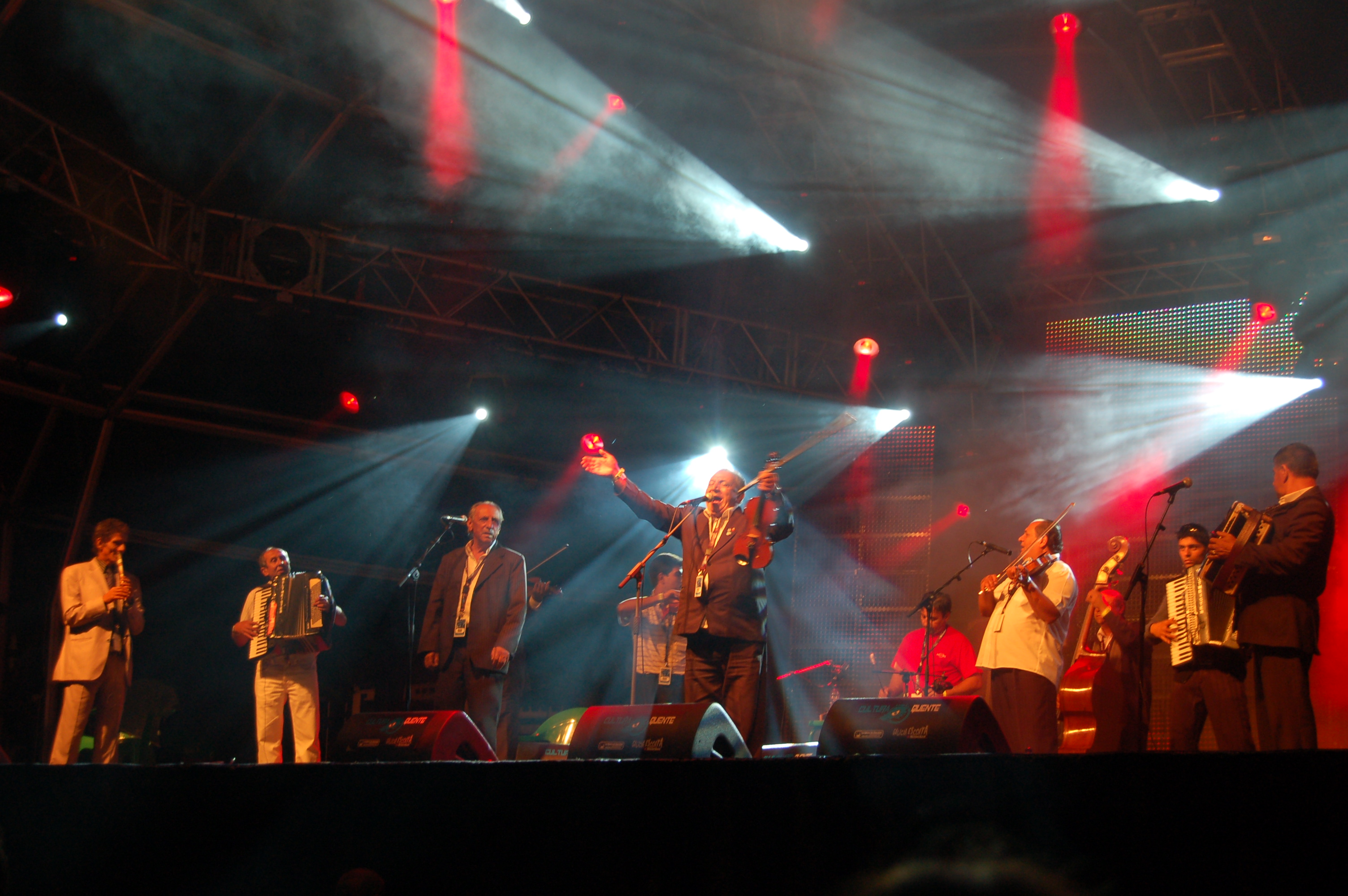
Taraf de Haïdouks roku 2008

Taraf de Haïdouks (rumunsky Taraful haiducilor) je rumunská cikánská lidová kapela (taraf) z města Clejani. Proslavila se zejména ve francouzsky mluvícím světě. Lidoví hudebníci (lăutari), kteří kapelu založili, své první album Musiques de Tziganes de Roumanie (Hudba rumunských cikánů) vydali v roce 1991, i když mnozí z nich nahrávali již předtím. Publikují zejména pod hlavičkou nezávislého vydavatelství Crammed Discs. Neomezují se jen na čistý folklór, hráli už například po boku klasického kvarteta Kronos Quartet. Primášem kapely byl až do své smrti roku 2002 houslista Nicolae Neacșu.